# Gò Thành
Gò Thành là một di tích khảo cổ thuộc địa phận ấp Tân Thành, xã Tân Thuận Bình, huyện Chợ Gạo, tỉnh Tiền Giang, Việt Nam.
Đây là một khu di tích thuộc nền Văn hóa Óc Eo tồn tại từ thế kỷ IV đến thế kỷ VIII còn lưu giữ khá nguyên vẹn và phong phú về nhiều loại hình di chỉ như di chỉ cư trú, di chỉ kiến trúc, di chỉ mộ táng, nhất là di chỉ kiến trúc với nhiều đền tháp ở cạnh nhau có quy mô khác nhau, tuy chỉ còn phần nền. Các hiện vật nơi đây rất đa dạng, biểu thị cho nền văn minh của một quốc gia cổ khi đó có tên là Vương quốc Phù Nam.